# 포르코통의 뾰족바위, 거친 바다
포르코통의 뾰족바위, 거친 바다(프랑스어: Les Pyramides de Port-Coton, mer sauvage)는 프랑스의 인상파 화가 클로드 모네가 1886년에 그린 작품이다. 프랑스 브르타뉴 벨일앙메르의 대서양 연안에 있는 촛대바위를 그린 작품이며, 러시아 모스크바의 푸시킨 미술관에 소장되어 있다.

## 작품 목록
〈포르코통의 뾰족바위〉는 총 6점에 달하는 똑같은 소재의 회화 연작을 일컫는 제목이기도 하다.
모네는 1886년 9월 12일에서 10월 25일 사이에 벨일앙메르를 방문하여 야외 사생으로 화폭에 풍경을 담았다. 높은 시점에서 바라본 바위와 함께 윗부분의 작은 영역에 하늘 풍경을 할애하고 있다.
여섯 점의 작품 모두 소장처가 각기 다르며, 빌덴슈타인이 정리한 1996년판 클로드 모네의 카탈로그에는 W.1084~W.1089로 순번이 매겨져 있다.
| 그림 | 제목                             | 소장처                                                          | 크기(cm)    | 연도   | 카탈로그 번호 |
| ---- | -------------------------------- | --------------------------------------------------------------- | ----------- | ------ | ------------- |
|      | 포르코통의 뾰족바위, 거친 바다   | 러시아 모스크바 푸시킨 미술관                                   | 65 × 81     | 1886년 | W1084         |
|      | 포트 코통의 뾰족바위             | 베네수엘라 카라카스 카라카스 현대미술관                         | 65.5 × 81.5 | 1886년 | W1085         |
|      | 벨일의 바위                      | 덴마크 코펜하겐 글립토테크 미술관                               | 65 × 81     | 1886년 | W1086         |
|      | 포르코통의 뾰족바위, 비오는 날씨 | 독일 롤란트세크 롤란트세크역 아르프 박물관 (유니세프 라우 재단) | 65.5 × 65.5 | 1886년 | W1087         |
|      | 포르코통의 뾰족바위, 태양 효과   | 개인 소장                                                       | 65 × 65     | 1886년 | W1088         |
|      | 벨일의 바위                      | 개인 소장                                                       |             | 1886년 | W1089         |

## 관련 작품
모네는 이밖에도 바다 절벽과 바위를 주제로 한 그림들을 여러 점 남겼다.

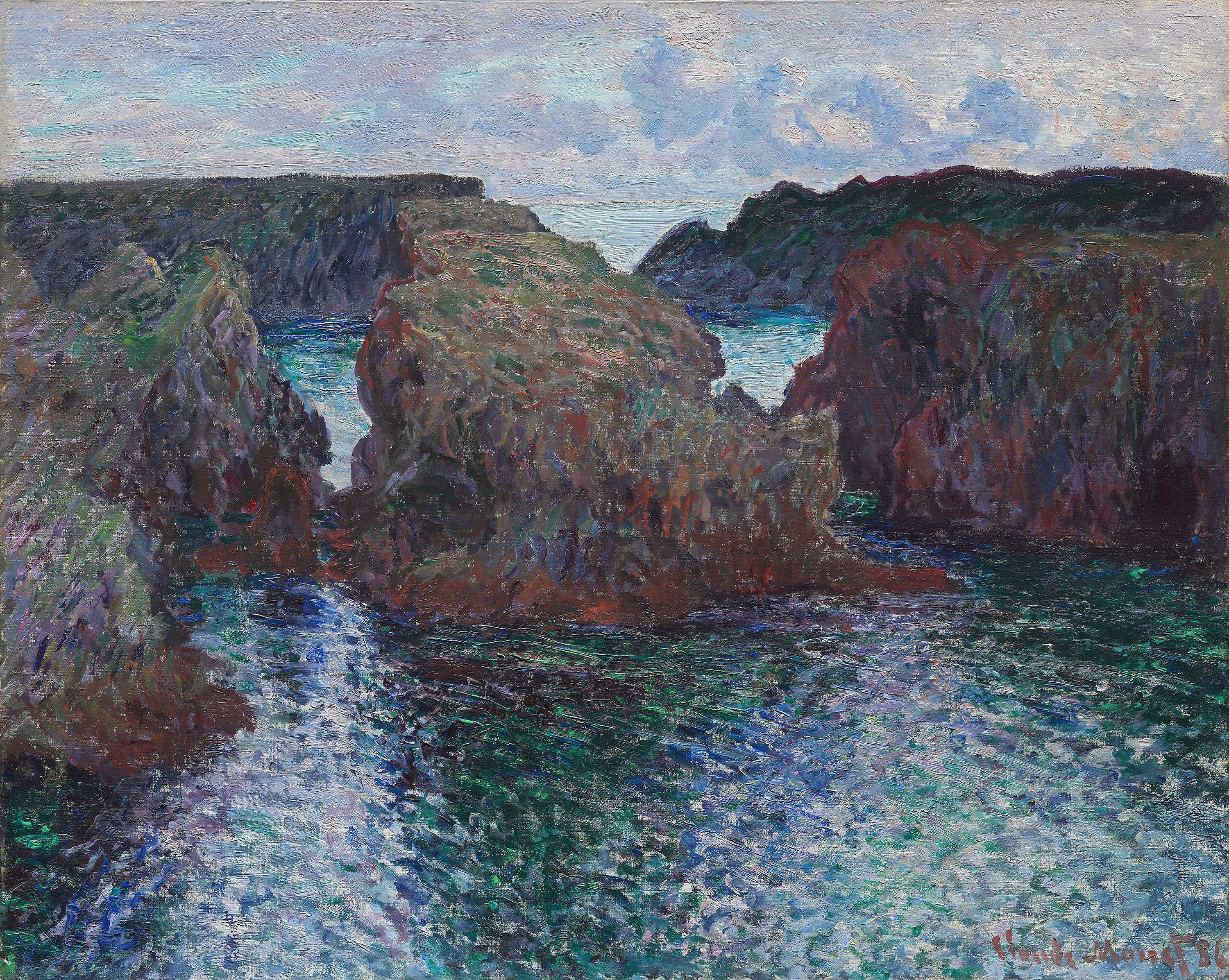
포르굴파르의 풍경 (1886년), 시카고 미술관 소장
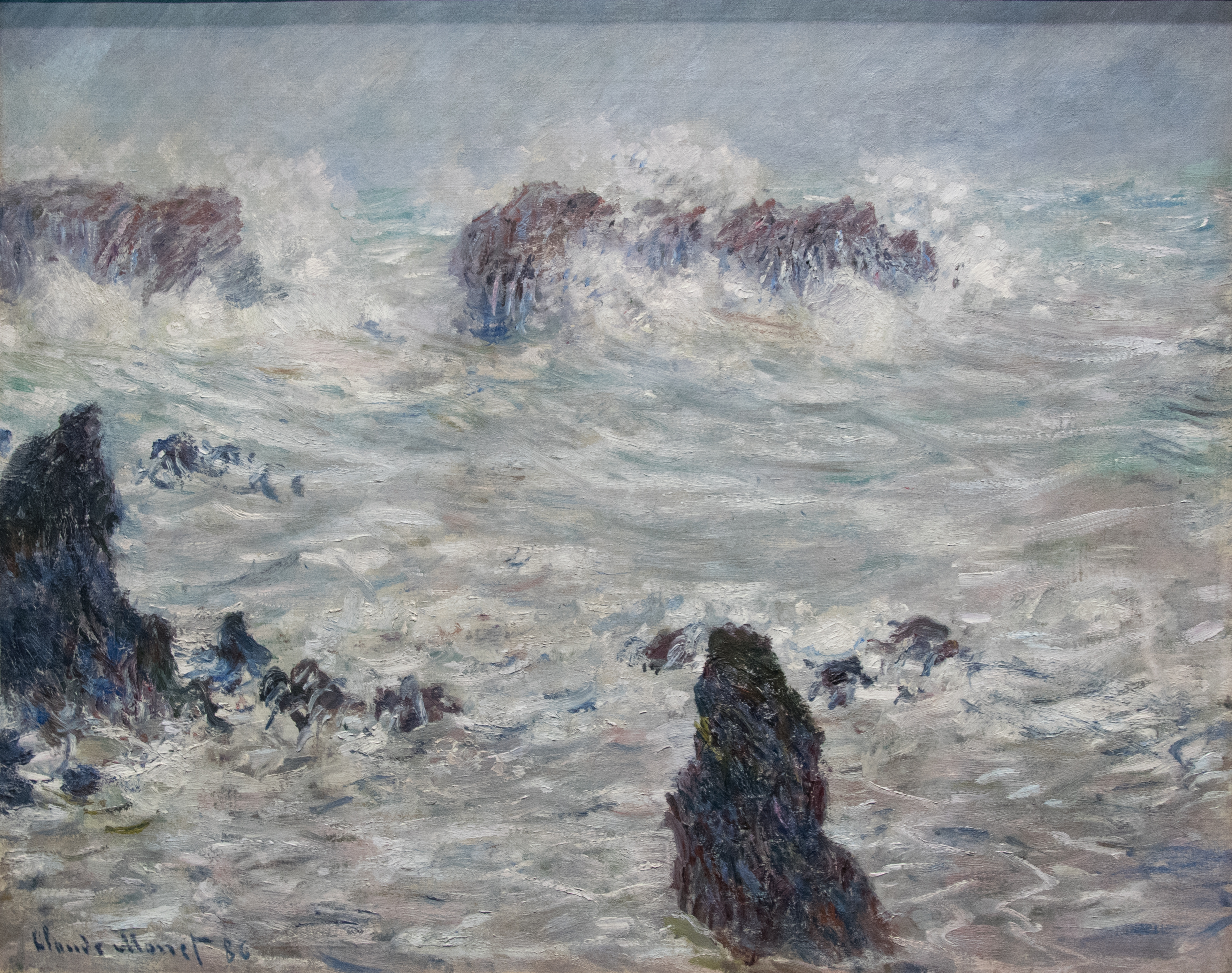
벨일 연안의 폭풍 (1886년), 오르세 미술관 소장
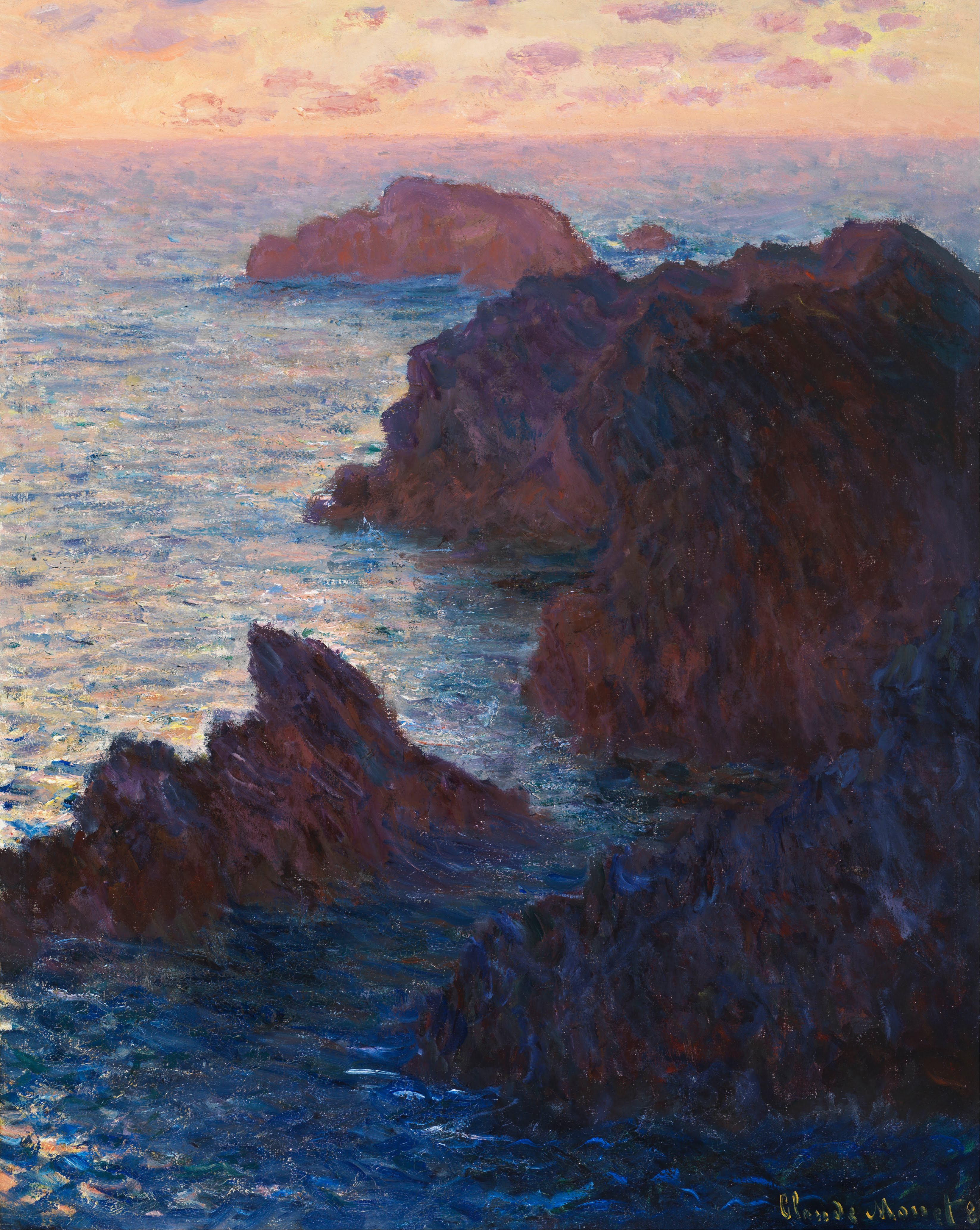
벨일의 바위, 포르도무아 (1886), 신시내티 미술관 소장
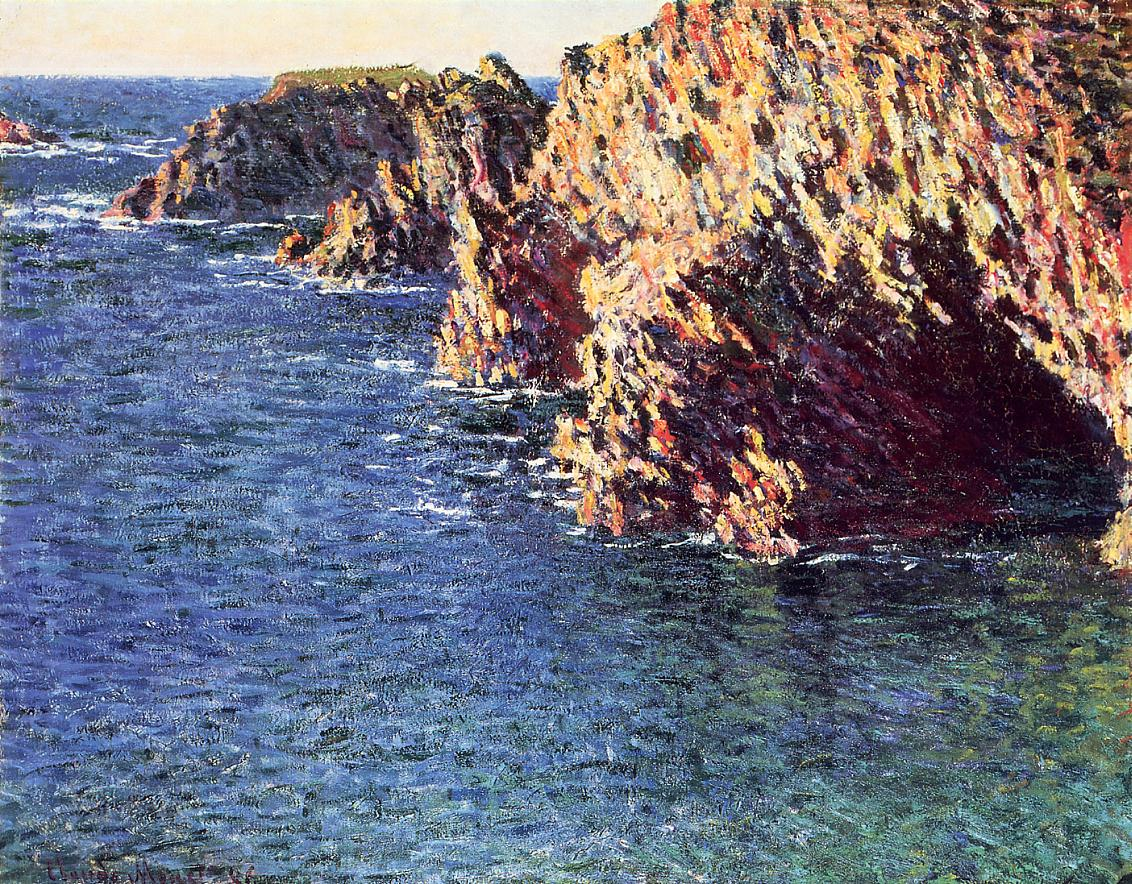
포르도무아의 해안동굴 (1886), 이바라키 현립 근대미술관 소장
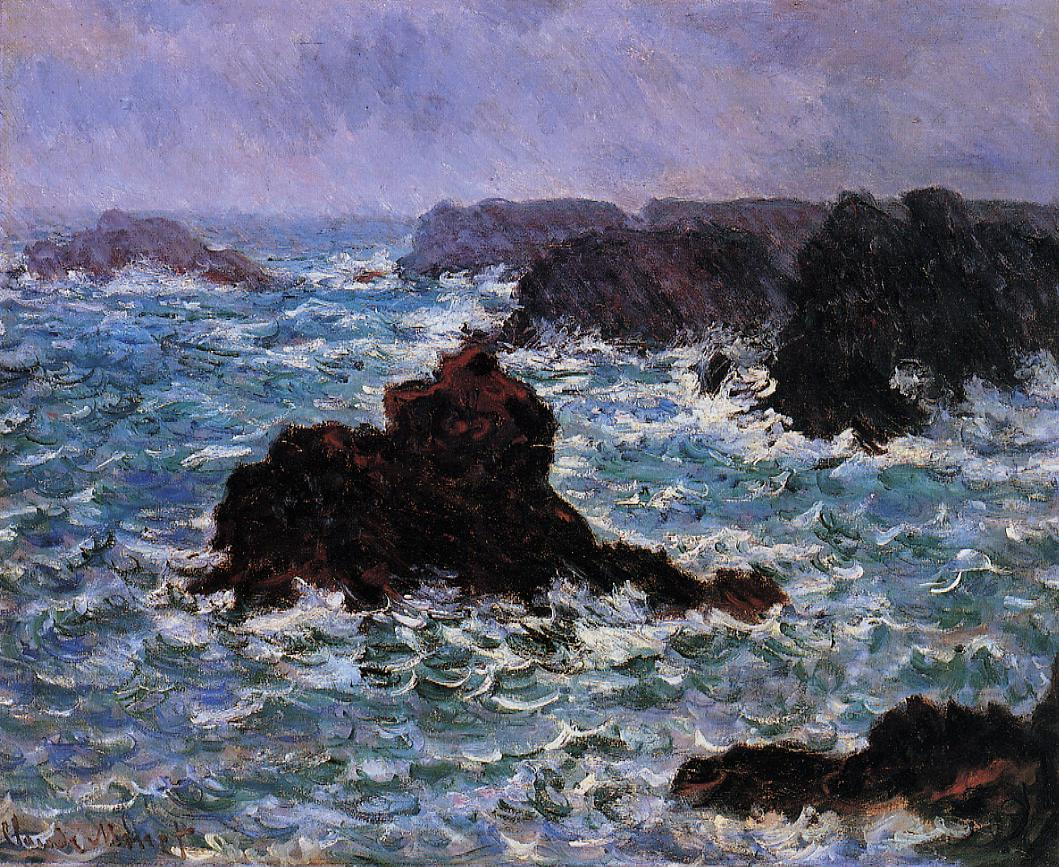
벨일, 비의 영향 (1886), 브리지스톤 미술관 소장
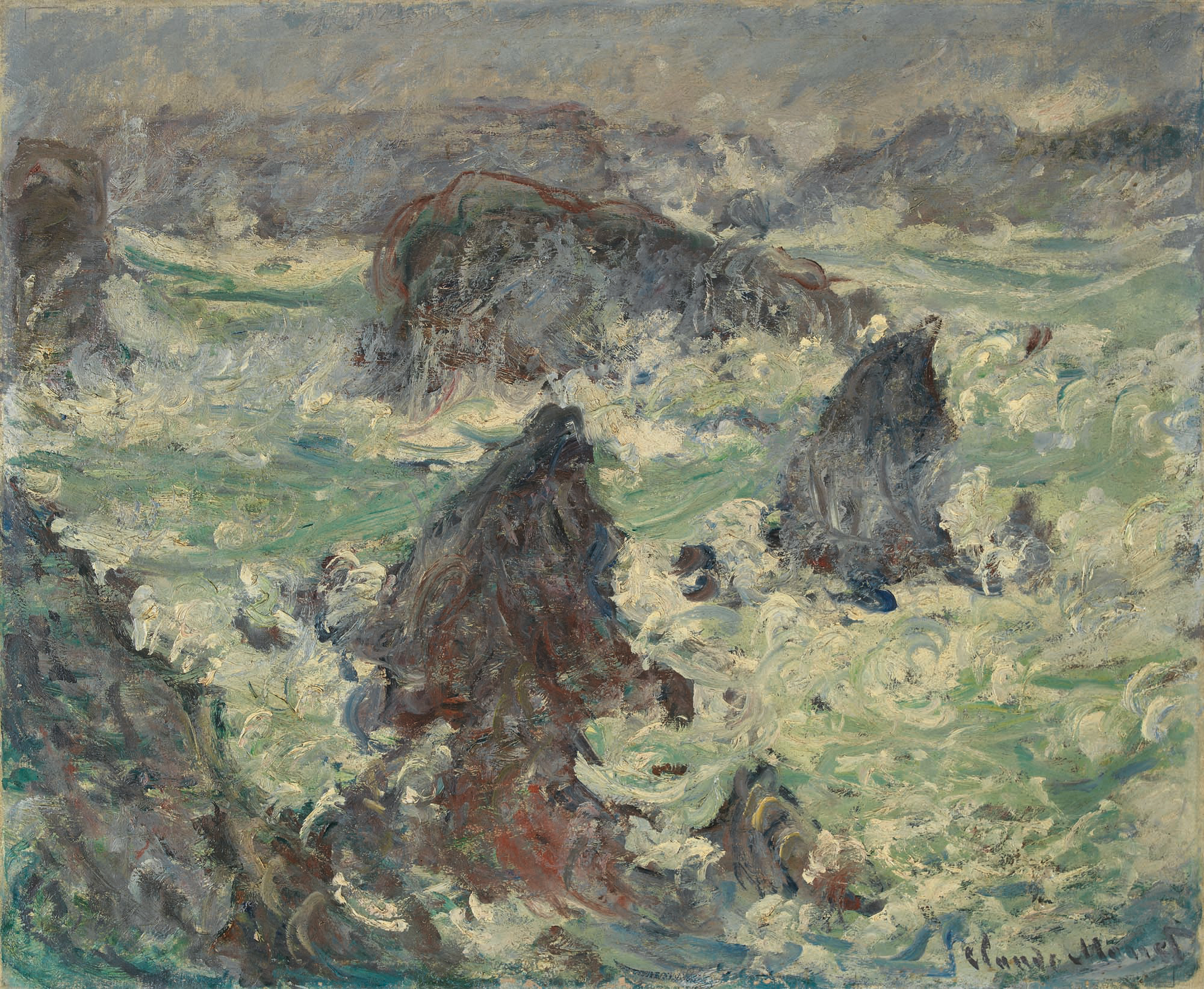
벨일 연안의 폭풍 (1886), 칼레리 코른펠트 소장
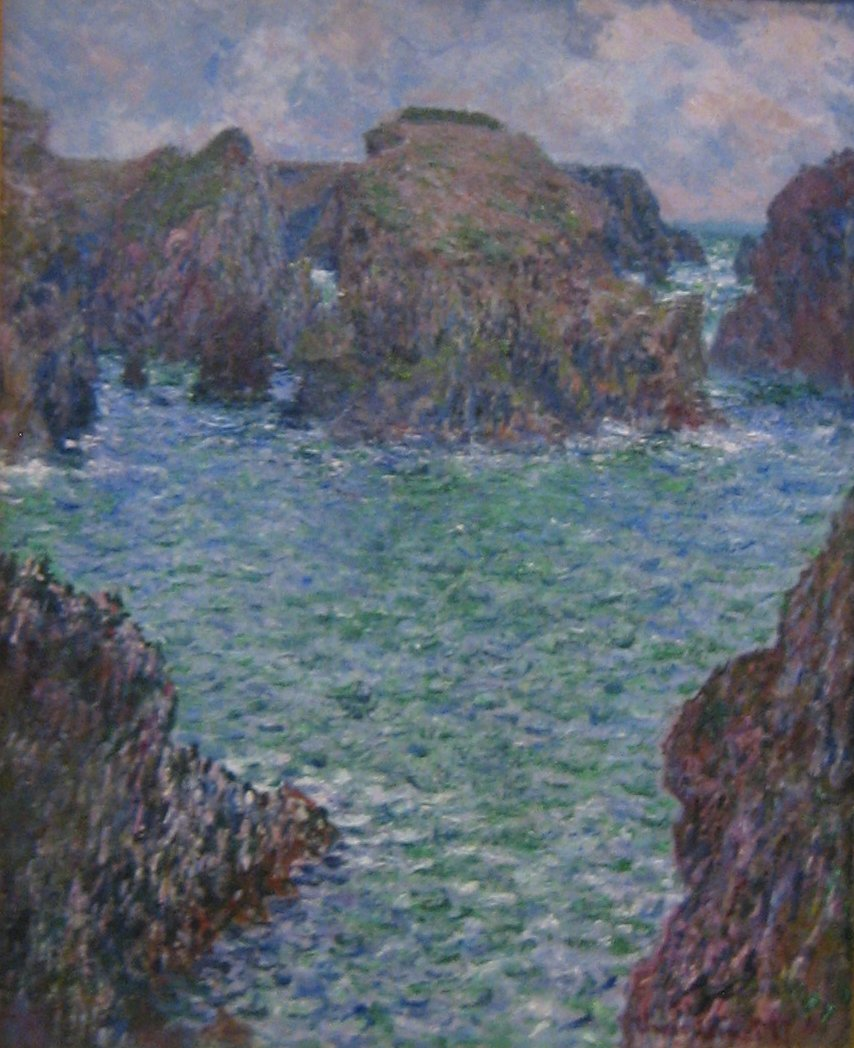
포르굴파르, 벨일 (1887), 뉴사우스웨일즈 미술관 소장

## 같이 보기
- 클로드 모네의 작품 목록

## 참고문헌
1. ↑  “Leihgaben Arp Museum Rolandseck (loans) by UNICEF Deutschland - Issuu : Die Felspyramiden von Port-Coton, Claude Monet (Inv. Nr. : GR.1564)”. 《issuu.com》 (영어). 2023년 12월 15일. 116쪽. 2024년 2월 19일에 확인함.